# Terry Reintke
Theresa Reintke, detta Terry (Gelsenkirchen, 7 maggio 1987), è una politica tedesca, parlamentare europea dal 2014 eletta con Alleanza 90/I Verdi e co-candidata di punta alla presidenza della Commissione europea per il Partito Verde Europeo.

## Biografia e vita privata
Cresciuta nella regione della Ruhr, Reintke è laureata in scienze politiche presso l'Università libera di Berlino, con un soggiorno a Edimburgo e con una tesi di laurea sul ruolo delle ONG locali e le violenze sessuali nei conflitti dei Balcani. Ha poi lavorato come assistente del deputato dei Verdi al Bundestag Ulrich Schneider.
Reintke è la compagna della senatrice francese Mélanie Vogel (Les Écologistes), anche co-presidente del Partito Verde Europeo.

## Carriera politica
Terry Reintke è politicamente attiva nella difesa dei diritti delle persone LGBTQI, nonché nella condanna delle violenze e delle molestie sessuali; a dicembre 2017 figura tra le personalità "Silence Breakers" nominate dal Time per il loro impegno nella denuncia di molestie e violenze sessuali.
Dal 2011 al 2013 è stata portavoce della Federazione dei Giovani Verdi Europei.
Dall'ottobre 2022 è uno dei due co-presidenti del gruppo dell'Europarlamento Vedi/Alleanza Libera Europea.
Reintke è, assieme all'eurodeputato Bas Eickhout, candidata di punta per il Partito Verde Europeo in vista delle elezioni europee del 2024.